# Коне, Бубакар
Бубакар Сидики Коне (фр. Boubacar Sidiki Koné; 21 августа 1984) — малийский футболист, защитник клуба «Касецарт».

## Карьера
На старте карьеры Коне выступал за «Бамако». После этого игрок перешёл в «Аль-Меррейх» в 2006 году, где провел полтора года. Далее стал игроком «МАС Фес». Коне играл четыре года в Марокко, затем он покинул клуб в январе 2011 года, чтобы присоединиться к алжирской «Кабилии». Летом 2012 года он вернулся в Мали, где подписал контракт с «Джолибой».